# Yom Tov de Joigny
Yom Tov (ou Yom Tob) de Joigny, également appelé de York, était un rabbin et poète liturgique de l’ère médiévale né en France. Il a vécu a York, et mourut lors du massacre des Juifs d'York en 1190. Un hymne religieux en hébreu lui a été attribué, Omnam Kayn ou Omnam Ken (en hébreu : en effet), et il est récité chaque année dans les synagogues ashkénazes, le soir de Yom Kippour, le Jour du Grand Pardon. Il était l’élève de Rabbenou Tam.

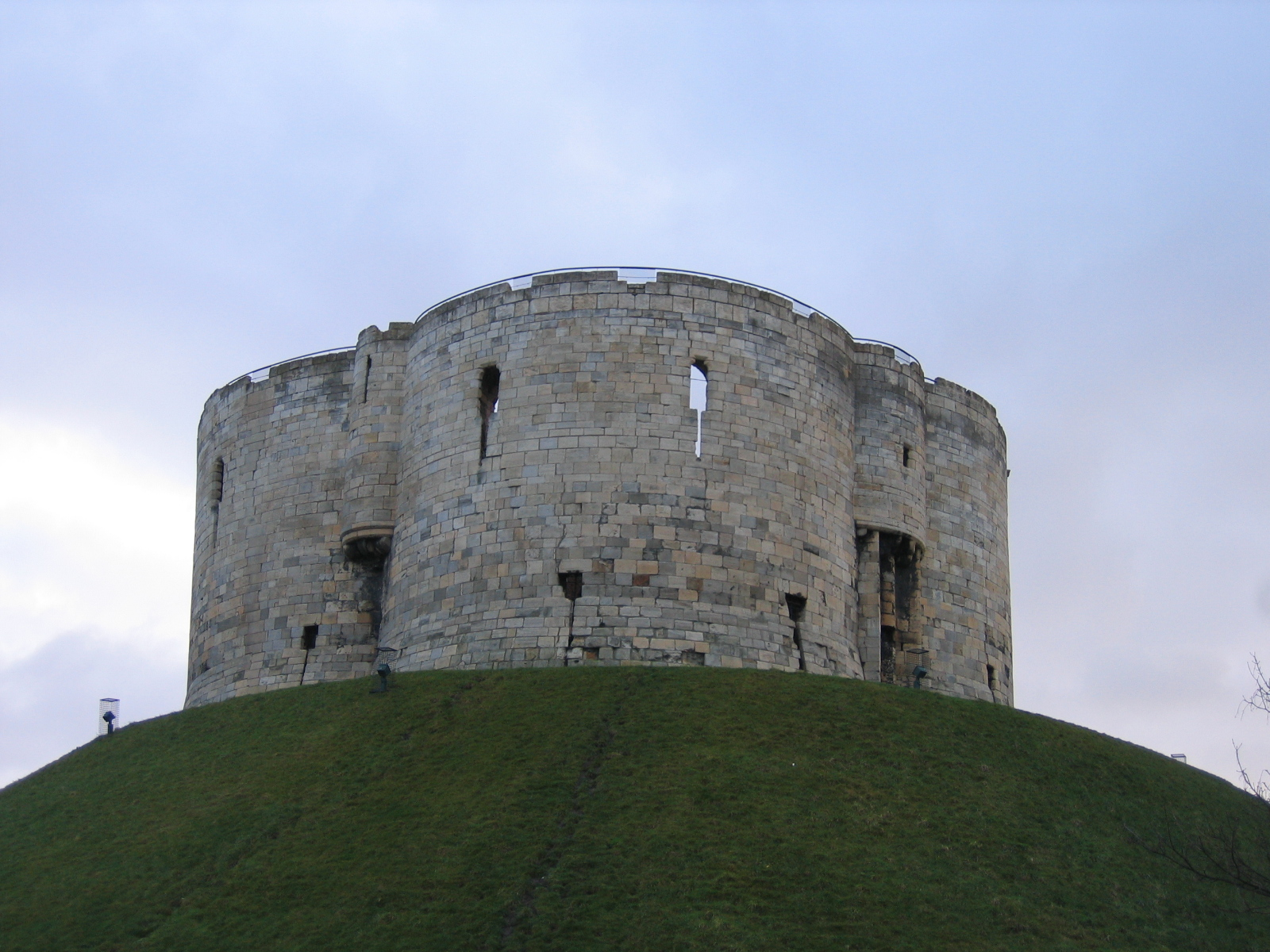
Tour de Clifford, où le Rabbi Yom Tov et les Juifs de York ont été tués en 1190.

## Pogrom
Il est mort au château d'York le 17 mars 1190. La catastrophe a été provoquée par Richard de Malbis (Richard Malebisse), qui devait une dette considérable à Aaron de Lincoln, financier juif. Lorsqu'un feu accidentel s'est propagé dans la ville le 16 mars 1190, de Malbis en a profité pour inciter la foule attaquer la maison de Benoît de York, l'agent récemment décédé d'Aaron de Lincoln, tuant sa veuve et ses enfants et brûlant sa maison.
Le soir suivant (jour du Shabbat ha-Gadol, le shabbat avant la Pâque), Josce de York (Joseph), chef de la communauté juive d'York, obtient la permission du connétable du château York, d'emmener sa femme et ses enfants, Rabbi Yom Tov et le reste des Juifs dans le château. Le groupe, comptant environ 150 personnes, se réfugia dans le château de la motte, qui avait une tour en bois. Mais la motte a été assiégée par la foule en exigeant que les Juifs soient baptisés et convertis au christianisme.
Sans aucun espoir de s'en sortir, Rabbi Yom Tov conseilla les autres Juifs de se tuer eux-mêmes plutôt que de se convertir. Josce a commencé par tuer sa femme Anna et ses deux enfants. Il a ensuite été tué par Rabbi Yom Tov. Chaque père de famille a tué sa femme et ses enfants, puis se faisait tuer par Rabbi Yom Tov, avant qu'il se tue lui-même. La tour a été incendiée, afin que leurs corps ne soient pas mutilés par la foule.
Quelques Juifs qui ne voulaient pas se suicider se sont rendus au lever du jour, le 17 mars, quittant le château avec la promesse qu'ils ne leur arriverait rien. Mais ils ont tous été tués par la foule.
Le pogrom fait partie d'une série de massacres à l'encontre de communautés juives en Angleterre au cours des semaines précédentes. Ces massacres ont eu lieu dans le sillage de la ferveur religieuse qui suivit les préparatifs de la Troisième Croisade, dirigée par Richard Ier contre les Sarrasins.